# Ambachtsherenhuis (Heenvliet)
Het ambachtsherenhuis in de Nederlands plaats Heenvliet was de woning voor de ambachtsheren van de heerlijkheid Heenvliet. Het huis is in de 16e en 17e eeuw gebouwd en staat sinds 2002 geregistreerd als rijksmonument.

## Geschiedenis
In 1254 werd Hugo door zijn vader Dirk van Voorne beleend met de heerlijkheid Heenvliet. Hij bouwde de kastelen Blijdestein en Ravesteyn, waarvan het laatste zou uitgroeien tot de hoofdzetel van de heren van Heenvliet. De laatste mannelijke telg uit het geslacht was Hugo IV van Heenvliet: hij liet zijn bezittingen in 1436 na aan zijn dochter Elizabeth, waardoor de heerlijkheid en het kasteel in handen kwamen van haar echtgenoot Adriaan van Cruyningen.

### Bouw van het ambachtsherenhuis
Het kasteel Ravesteyn werd in 1572 door de watergeuzen vernield, waardoor het niet langer geschikt was om te dienen als zetel voor de heer van Heenvliet. Het kasteel werd niet meer hersteld, mede omdat de familie Van Cruyningen in het tweede kwart van de 16e eeuw naast het kasteel het comfortabele ambachtsherenhuis had laten bouwen. Later die eeuw werd het ambachtsherenhuis ook nog eens uitgebreid met een extra vleugel. Wel bleef de kasteelruïne in gebruik als gevangenis, omdat de kelders in goede staat verkeerden.

### Financiële problemen
Ambachtsman Maximiliaan van Cruyningen (1555-1612) wilde zijn familie meer aanzien geven door het vergaren van prestigieuze adellijke titels: zo wilde hij benoemd worden tot burggraaf van Zeeland en markies van Vlissingen en Veere, maar hij kwam hierdoor in conflict met Willem van Oranje. Uiteindelijk werd Maximiliaan alsnog burggraaf van Zeeland, maar hij moest de andere twee titels overlaten aan Willem van Oranje. Deze strijd over titels en rechten had Maximiliaan niet alleen veel geld gekost, maar hem ook weinig medestanders opgeleverd.
Maximiliaans aanzien werd ook geschaad doordat hij nog lange tijd trouw bleef aan koning Filips II. Zijn uiteindelijke overstap naar de opstandelingen was min of meer geboren uit noodzaak.
Hij liet het ambachtshuis uitbreiden met een extra vleugel. Om dit mogelijk te maken, heeft hij waarschijnlijk een naastliggend pand gesloopt.
Na Maximiliaans overlijden bleven zijn vijf dochters met de financiële problemen van hun vader achter, waardoor zij in 1627 gedwongen waren om de heerlijkheid, het kasteel en het ambachtshuis te verkopen aan Johan Polyander van den Kerckhove, een Vlaamse hugenoot.

### Uitbreiding en modernisering
Onder Johan Polyander werd het ambachtsherenhuis rond 1630 uitgebreid en gemoderniseerd. Zo kreeg het uit losse bouwdelen bestaande complex één strakke voorgevel in renaissancestijl.
Hij had goede contacten met stadhouder Frederik Hendrik en met het Engelse hof. Het ambachtsherenhuis diende in 1638 als logeerplek voor Maria de Medici en Amalia van Solms toen zij op doorreis waren naar Engeland.

### Verkoop en verbouwing
Onder Johans zoon Charles van der Kerckhove ging het weer bergafwaarts met de heerlijkheid: hij maakte dermate grote schulden dat de heerlijkheid met het huis en de kasteelruïne in 1670 verkocht moesten worden aan Johan François van Schagen. Diens nazaten zouden tot 1730 in Heenvliet actief blijven.
In 1730 kocht Johanna van Breugel de heerlijkheid met het ambachtshuis en de kasteelruïne. Ze overleed al in 1731 en liet alles na aan haar neef Constantijn Jean Peraerd. Hij overleed in 1737 waarna de Amsterdammer Jean Louis van Alderwerelt de heerlijkheid aankocht. Een jaar later huwde Jean Louis met Susanna Maria Houtuyn, nicht van de overleden Peraerd. Jean Louis overleed in 1778, zijn echtgenote was reeds in 1760 gestorven.
Onder Jean Louis van Alderwerelt werd het ambachtshuis verbouwd, waarbij de voorgevel werd vereenvoudigd en witgepleisterd.

### Lamaison
Pieter Graafland kreeg in 1781 de bezittingen in handen, dankzij zijn huwelijk met Louise Carolina, dochter van Jean Louis van Alderwerelt. Het stel kreeg twee kinderen: zoon Pieter en dochter Cornelia. Nadat Pieter Graafland senior in 1793 was overleden, gingen de bezittingen over naar de twee kinderen. Cornelia Graafland werd in 1806 als ambachtsvrouwe ingehuldigd en kocht een jaar later het erfdeel van haar broer over, zodat ze de volledige heerlijkheid Heenvliet in handen kreeg. Door haar huwelijk in 1808 met Johannes Lamaison kwam het ambachtshuis met de kasteelruïne in de familie Lamaison terecht. Hun nazaten zijn tot in de 21e eeuw in bezit gebleven van het ambachtshuis.

### Restauratie
In 1946/1947 kwam er een renovatieplan waarbij het rechterdeel bestemd werd als raadszaal voor de gemeente Heenvliet. Het gebouw bleek echter in dermate slechte staat te zijn dat de kostbare restauratie voorlopig niet tot uitvoering kwam. Ondanks dat het ambachtshuis in 1950 ongeschikt was bevonden als woning, waren er vanwege de woningnood zeven gezinnen in ondergebracht. De restauratie kwam voorlopig niet verder dan de toegangspoort.
Door de watersnoodramp van 1953 kwam het huis echter enige tijd in het water te staan en dat zorgde onverwacht voor ruimere subsidiemogelijkheden. In 1954-1955 werd het koetshuis gerestaureerd, in de periode 1960-1968 volgden onderzoek en restauratie van het ambachtshuis zelf. De rechtervleugel werd in 1968 alsnog in gebruik genomen als raadszaal.

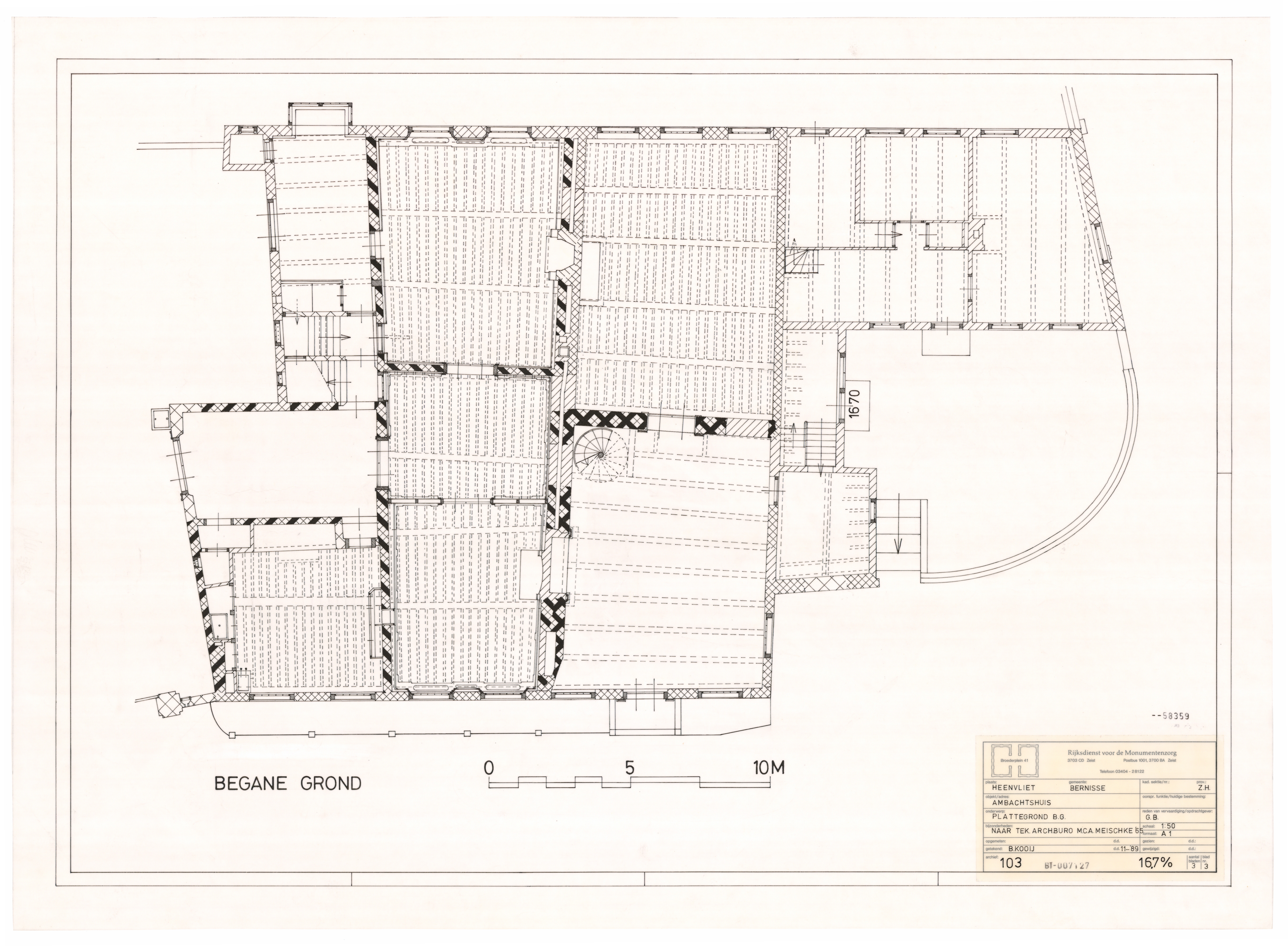
Plattegrond van de begane grond (1989). De dikke zwarte arcering betreft bouwdelen uit het tweede kwart van de 15e eeuw, de dikke zwarte kruisarcering betreft middeleeuwse bouwdelen.

In 1988 vertrok de gemeente uit het ambachtshuis en nam de familie Lamaison van den Berg er weer zijn intrek. 

## Beschrijving
Het ambachtsherenhuis ligt aan de Markt. Het vierkante huis telt twee bouwlagen en een kelder en bestaat uit drie evenwijdige vleugels die loodrecht op de voorgevel staan:
- De middelste vleugel heeft een laat-middeleeuwse oorsprong en is in het tweede kwart van de 16e eeuw door de familie Van Cruyningen gebouwd als ambachtsherenhuis. Aan de achterzijde is deze vleugel onderkelderd, met een tongewelf.
- Tussen 1595-1597 liet Maximiliaan van Cruyningen aan de linkerzijde van het gebouw een ondiepe zijvleugel toevoegen. Hiervoor heeft hij waarschijnlijk een bestaande woning laten slopen.
- Aan de rechterzijde werd rond 1630 door Johan Polyander van den Kerckhove een derde vleugel toegevoegd. Hierbij werd deels gebruik gemaakt van de kelder en muurdelen van het middeleeuwse huis dat hier oorspronkelijk stond en door Johan was aangekocht.

Deze drie vleugels vormen onderling dus geen bouwkundige eenheid, maar dankzij de strakke voorgevel aan de Markt wordt die eenheid wel gesuggereerd.

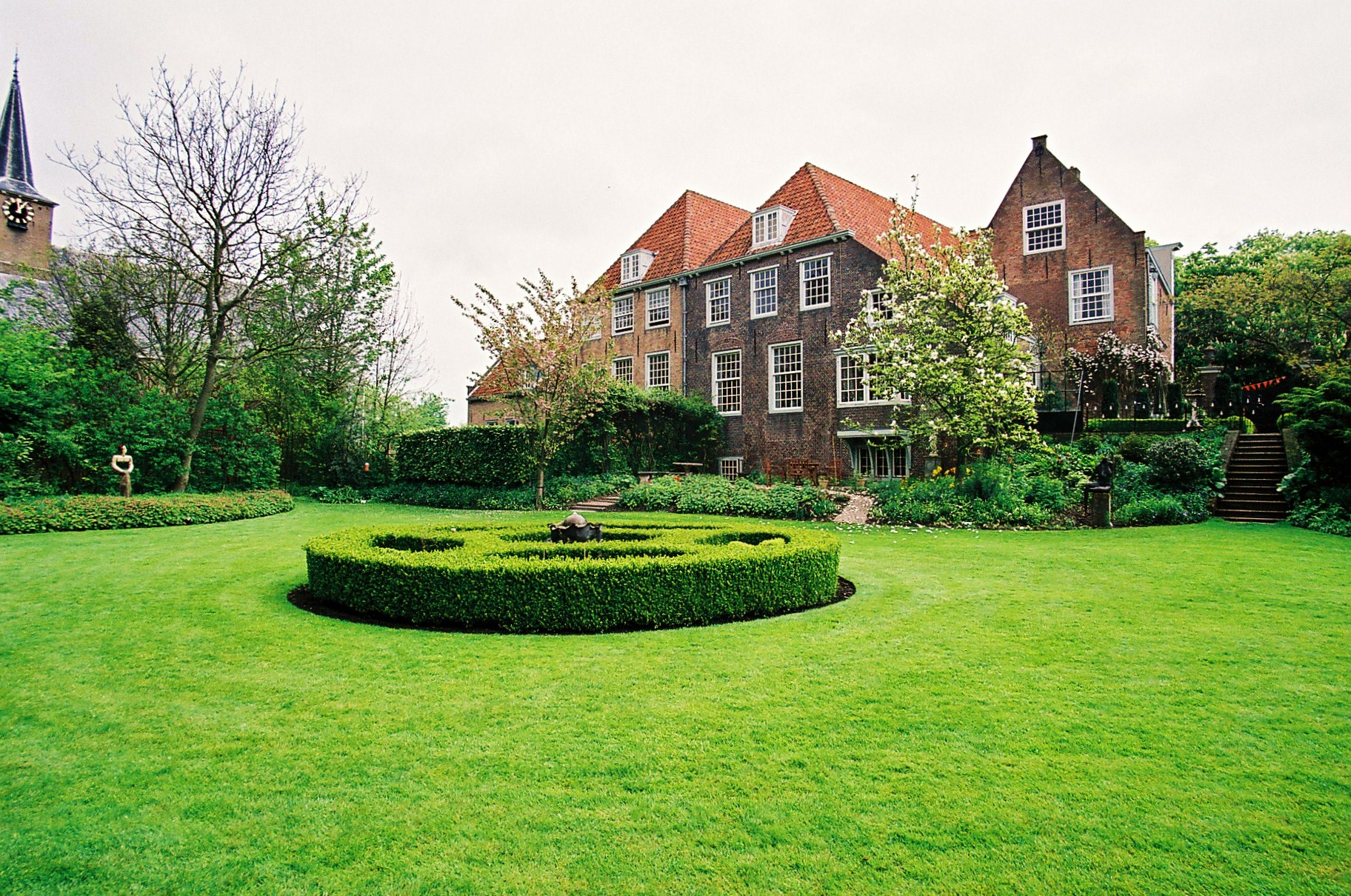
Achterzijde van het ambachtsherenhuis

Aan de rechterzijde bevindt zich, dwars op de zijgevel, een lage aanbouw. Dit was vermoedelijk een dienstwoning.

### Kasteel Wyelestein?
De oudste delen van het Ambachtsherenhuis bevinden zich in de 16e-eeuwse middelste vleugel en in de middeleeuwse kelder onder de 17e-eeuwse rechtervleugel. Ook is een binnenmuur van de rechtervleugel van middeleeuwse oorsprong. Er is gesuggereerd dat het hier zou gaan om restanten van het kasteel Wyelestein. Er is over dit kasteel echter vrijwel niets bekend en er is geen enkele zekerheid dat de oude muurdelen inderdaad van het kasteel afkomstig zijn.

### Renaissance
In 1630 liet Johan Polyander van den Kerckhove het ambachtshuis verbouwen in renaissancestijl. Aan de rechterzijde realiseerde hij de derde vleugel en aan de voorzijde werd een verbindende gevel aangebracht met een regelmatige indeling in zeven vensterassen, met sierbanden en kruisvensters met ontlastingsbogen. Op de twee uiteinden werden topgevels aangebracht, met elkaar verbonden door een balustrade.

### Vernieuwing in 1737
Nieuwe verbouwingen volgden in de 18e eeuw. Jean Louis van Alderwerelt verwijderde in 1737 de twee topgevels en liet een rechte kroonlijst aanbrengen. De gevel werd geheel wit gepleisterd, terwijl de ramen werden vervangen door schuifvensters. Ook het interieur werd aangepakt.

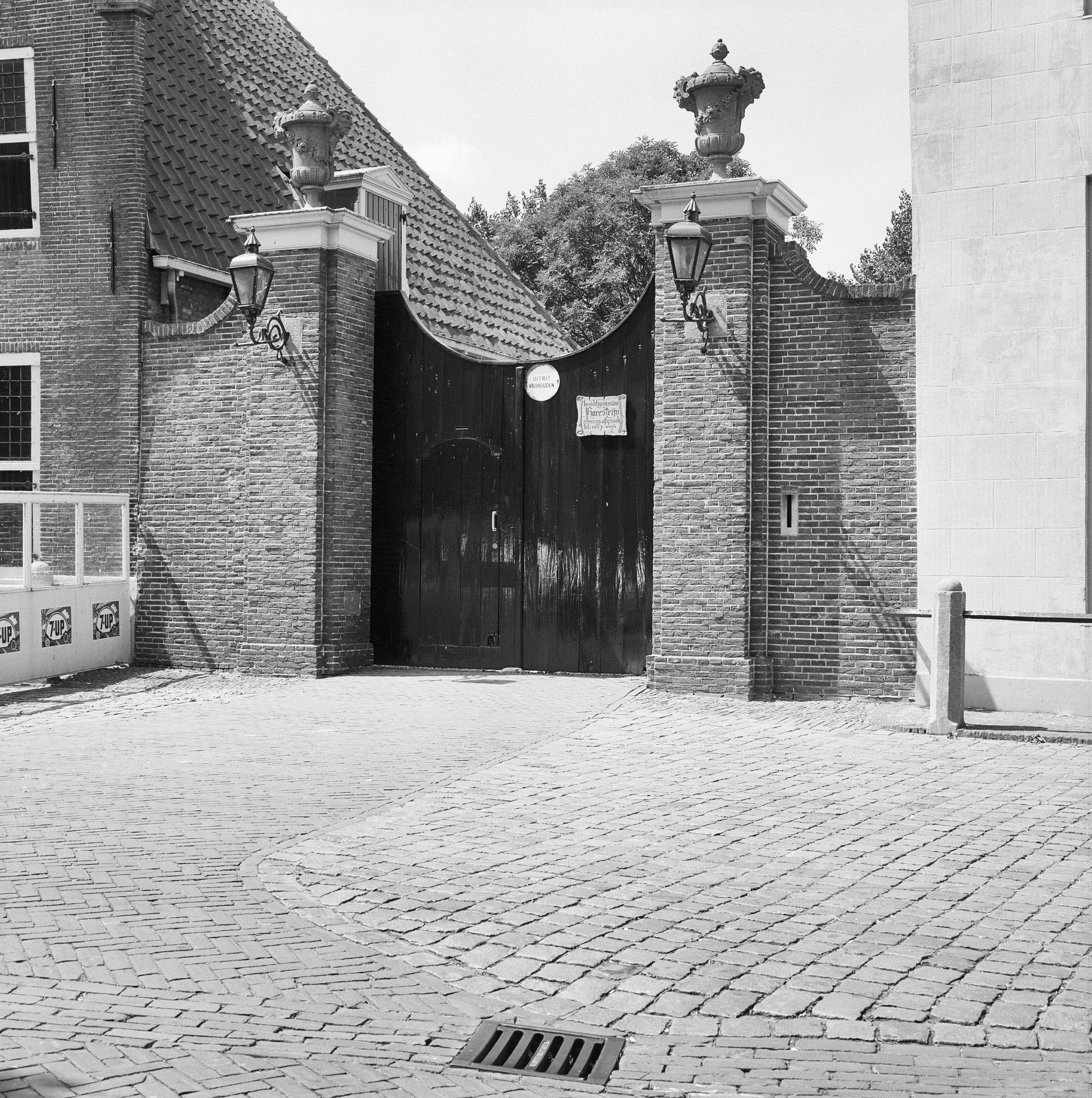
Toegangspoort (1983)

### Huidige situatie
Anno 2024 is het ambachtsherenhuis gesplitst in twee woonhuizen: de rechtervleugel van drie vensters breed vormt het ene woongedeelte, de linker- en middenvleugels van samen vier vensters breed vormen het andere woongedeelte. Beide woonhuizen hebben een eigen ingang.
In de gevel bevindt zich een natuurstenen gedenkplaat die verwijst naar het verblijf van Maria de Medici en Amalia van Solms in 1638.
In het interieur is een 18e-eeuwse kamer met goudleerbehang bewaard gebleven. Tevens zijn er nog 16e-eeuwse balken en stucwerk uit 1740.
Naast het ambachtsherenhuis is de 17e-eeuwse toegangspoort tot de binnenplaats. Aan de linkerzijde, met een klokgevel uit 1800, staat het voormalige koetshuis. Dit huis dateert oorspronkelijk uit de middeleeuwen en is pas later als koetshuis onderdeel geworden van het ambachtsherenhuis. 
Achter de binnenplaats ligt de tuin, die in de 17e eeuw deels geometrisch van vorm was maar toch vooral uit boomgaarden en bos bestond. Ook het kasteeleiland met de ruïne maken deel uit van de tuin; in de jaren 80 van de 20e eeuw is het eiland middels een brug verbonden met de rest van de tuin.